# فیلیپ فورستر
فیلیپ فورستر (انگلیسی: Philipp Förster؛ زادهٔ ۴ فوریهٔ ۱۹۹۵) بازیکن فوتبال اهل آلمان است و در تیم های مختلفی بازی کرده است.
از باشگاه‌هایی که در آن بازی کرده‌است می‌توان به باشگاه فوتبال نورنبرگ، باشگاه فوتبال اشتوتگارت، و باشگاه فوتبال اس‌وی زاندهاوزن اشاره کرد.